# Roscoe Turner
Pour les articles homonymes, voir Turner.
Roscoe Turner est un aviateur américain né le 29 septembre 1895 à Corinth dans le Mississippi et mort le 23 juin 1970. Il gagna le trophée Bendix en 1933 et le trophée Thompson à trois reprises en 1934, 1938 et 1939.

## Biographie
Roscoe Turner est né le 29 septembre 1895 près de Corinth dans le Mississippi. Il quitte le foyer familial à 16 ans et part s'installer à Memphis dans le Tennessee où il travaille comme chauffeur de taxi puis mécanicien. Durant la Première Guerre mondiale, Turner s'engage comme chauffeur d'ambulance et sert en France avant d'être nommé second lieutenant dans la section aérienne,.

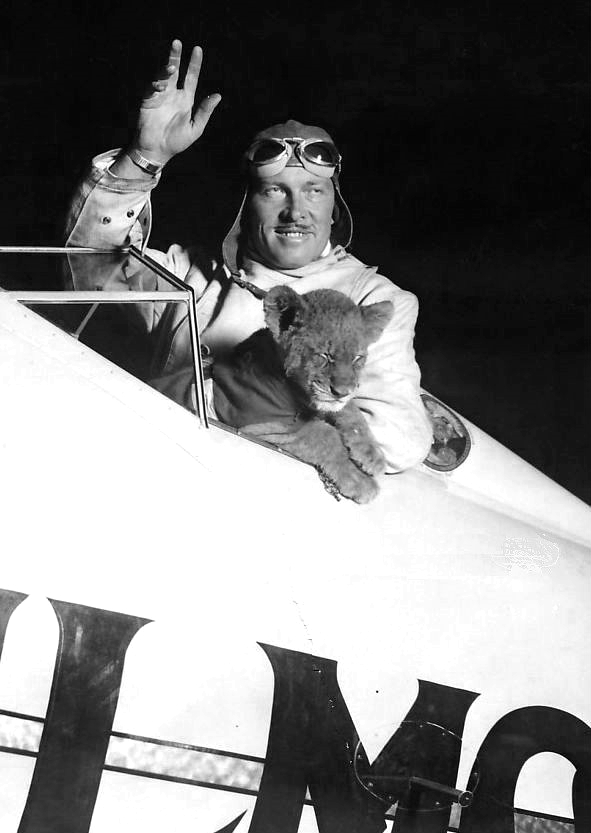
Roscoe Turner et son lionceau Gilmore en 1930.

Après la guerre, il forme avec un partenaire le Roscoe Turner Flying Circus, un cirque volant dans lequel il effectue des acrobaties aériennes. En 1925, il achète un Sikorsky S-29-A (en), l'un des plus gros avions américains de l'époque aves ses deux moteurs et capable de transporter 14 passagers. Il contribue à lancer la compagnie Nevada Airlines en 1929 qui opère des liaisons entre Los Angeles, Reno et Las Vegas. L'année suivante, il convainc la Gilmore Oil Company de faire l'acquisition d'un Lockheed Air Express et achète un lionceau qu'il prénomme Gilmore et qu'il emmène en avion avec lui pour servir de publicité à la marque. Durant les années 1930, il participe à plusieurs courses aériennes et remporte notamment le trophée Bendix en 1933 ainsi que le trophée Thompson à trois reprises, en 1934, 1938 et 1939, et se place second lors de la course aérienne Londres-Melbourne en 1934 à bord d'un Boeing 247D,.
Au début des années 1940, il ouvre une école d'aviation à Indianapolis destinée à former des pilotes, instructeurs et mécaniciens, notamment pour l'armée alors que les États-Unis s'apprêtent à entrer en guerre dans la Seconde Guerre mondiale. Après la guerre, il continue à contribuer au développement de l'aviation jusqu'à sa mort, le 23 juin 1970 à Indianapolis. Il est enterré au cimetière de Crown Hill (en).